# Edinburgh Rugby
El Edinburgh Rugby es uno de los 2 clubes profesionales de rugby que hay actualmente en Escocia y que compite cada año en el United Rugby Championship y en la Copa de Campeones.
El club tiene su sede en la ciudad de Edimburgo, y juega sus partidos como local en el mítico estadio de Murrayfield, que tiene una capacidad para 67 130 espectadores, si bien el aforo del estadio suele limitarse a 12 464 personas en sus partidos de la Celtic League.

## Historia

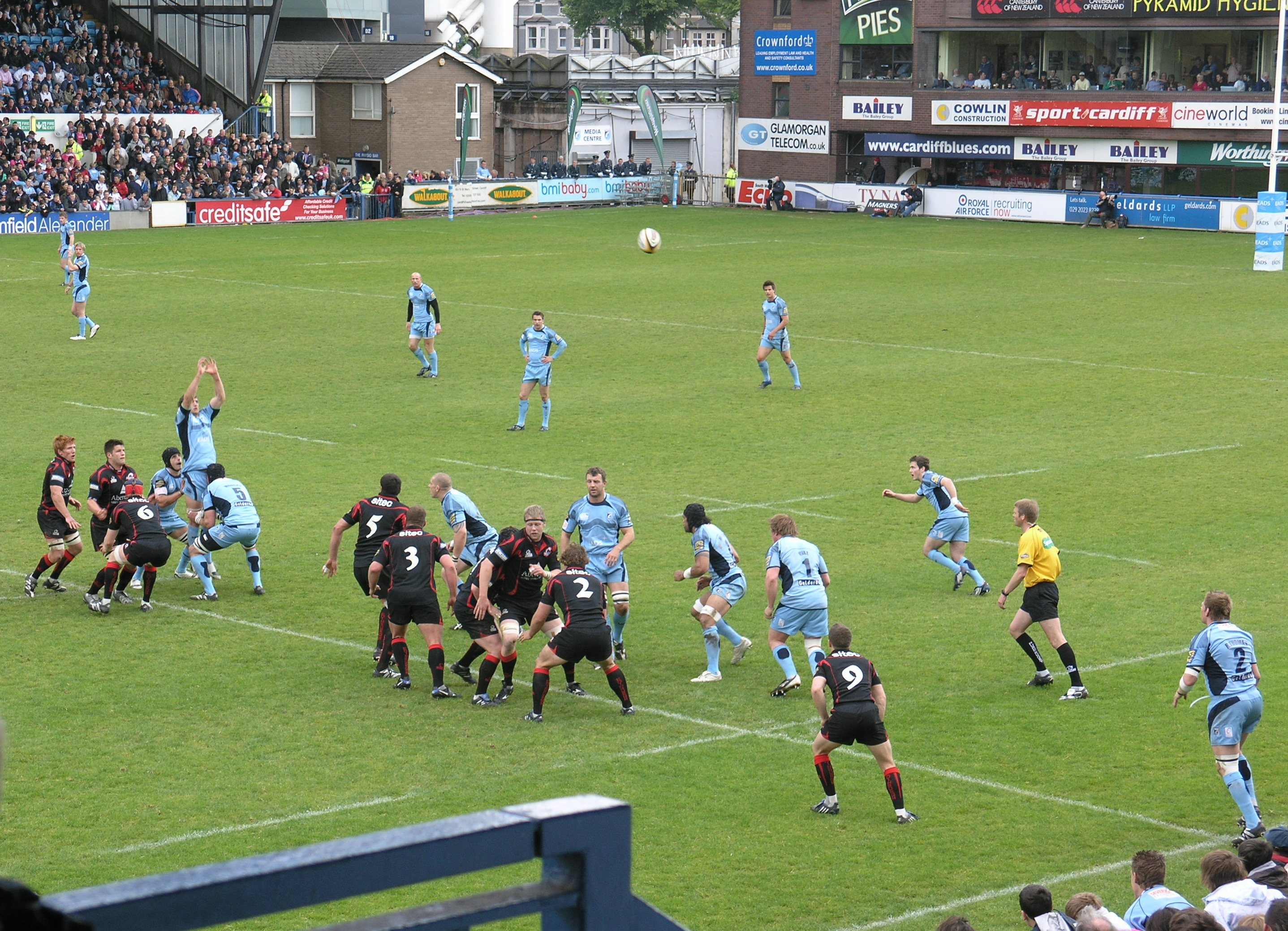
Cardiff Blues vs. Edinburgh en Arms Park en 2009

Como equipo representativo de la región de Edimburgo, la historia de Edinburgh Rugby se remonta a 1872, año en el que se enfrentó por primera vez al equipo de su vecina ciudad de Glasgow. No obstante, no fue hasta 1996 cuando el club se formalizó legalmente debido al proceso de profesionalización del rugby y al inicio de las competiciones oficiales entre clubes europeos, ya que la Federación Escocesa de Rugby no confiaba en que los múltiples pequeños clubes existentes en la ciudad fuesen capaces de competir con éxito contra los grandes clubes profesionales de Inglaterra o Francia.
En la temporada 1996-1997, el Edinburgh Rugby debutó en competición europea participando en la Copa Heineken 1997. Desde entonces el club ha estado anualmente presente en las distintas competiciones continentales con los nombres de Edinburgh Reivers y Edinburgh Gunners, para volver a llamarse únicamente Edinburgh Rugby desde el 2006.
En 1999 y 2000, las federaciones galesa y escocesa unieron sus fuerzas para crear una liga conjunta, en la que participó Edinburgh Rugby y que fue el germen del que surgió la futura Pro 12 Rugby cuando se agregaron los 4 clubes profesionales de la Isla de Irlanda.
La participación del club en las diferentes competiciones no ha sido demasiado exitosa. En la Copa de Campeones solo ha logrado alcanzar los cuartos de final en una ocasión, la temporada 2003/04; y en la Celtic League obtuvo su mejor actuación en la temporada 2008/09 al quedar subcampeón.
En sus filas ha contado con jugadores destacados como Chris Paterson, Nathan Hines, Mike Blair, Greig Laidlaw, Simon Taylor, Simon Webster o Hugo Southwell.

## Palmarés

### Torneos internacionales
- Subcampeón European Challenge Cup : 2014-15

### Torneos locales
- Inter-District Championship (3): 1997–98, 1998–99, 2002-03
- Copa 1872 (7): 2008–09, 2014–15, 2015–16, 2017–18, 2018–19, 2019-20, 2021-22.
- Shield Escocia-Italia URC (1): 2021-22
- Subcampeón United Rugby Championship (1): 2008-09